# Alexander Winogradow (Sänger)
Alexander Winogradow (russisch Александр Виноградов; * 1976 in Moskau) ist ein russischer Opernsänger (Bass).

## Leben
Frühzeitig erhielt er Klavierunterricht, später spielte er auch Klarinette. Trotz seiner musikalischen Neigungen studierte er zunächst erst Physik und Mathematik, bevor er sich für ein Gesangsstudium am Moskauer Konservatorium entschied. Im Jahre 1997 erhielt er den 3. Preis beim Internationalen Wettbewerb Classica Nova In Memoriam Dmitri Schostakowitsch in Hannover. Noch während seines Studiums wurde er an das Moskauer Bolschoi-Theater als festes Ensemblemitglied engagiert und gab im Alter von 21 Jahren sein Operndebüt als Oroveso in Bellinis Norma.
An der Berliner Staatsoper Unter den Linden war er am Anfang seiner Karriere  u. a. als Figaro (Le nozze di Figaro), Sarastro (Die Zauberflöte), Escamillo (Carmen), Leporello (Don Giovanni), Pimen (Boris Godunow), Colline (La Bohème), Don Basilio (Il barbiere di Siviglia), Banquo (Macbeth), Selim (Il turco in Italia), Timur (Turandot), Padre Guardiano (La forza del destino) sowie Oroveso (Norma) zu hören.
Seit 2000 sang er unter anderem am Bolschoi-Theater in Moskau, an der Opéra National de Paris, am Palau de les Arts in Valencia, an der Arena di Verona, am Teatro La Fenice in Venedig, an der Staatsoper Hamburg, am Teatro Real in Madrid, am Théâtre du Châtelet, an der Semperoper Dresden, am Teatro Massimo in Palermo und am Teatro alla Scala in Mailand.
Zu seinem Repertoire gehören die Rollen wie Figaro in Le nozze di Figaro, Escamilio in Carmen, Filippo II in Don Carlo, Silva in Ernani, Pimen in Boris Godunow, Sarastro in Die Zauberflöte, Oroveso in Norma, Basilio in Il barbiere di Siviglia, Daland in Der fliegende Holländer, Banquo in Macbeth, Don Giovanni, Masetto und Leporello in Don Giovanni, Il Conte Walther in Luisa Miller, Lodovico in Otello, Padre Guardiano in La forza del destino, Selim in Il turco in Italia, Orest in Elektra, Timur in Turandot und Mephistopheles in Faust.
Neben seinen Opernauftritten gab er auch Konzerte, so u. a. mit Aufführungen von Beethovens Missa solemnis mit dem Bach-Collegium Stuttgart, Beethovens 9. Sinfonie in Madrid und Turin, Verdis Messa da Requiem mit dem Symphonieorchester des Bayerischen Rundfunks, beim Festival Verdi in Parma und mit der Tournee des Teatro alla Scala an der Wiener Staatsoper, Mussorgskys Lieder und Tänze des Todes an der Opéra de Lyon, Schostakowitschs 13. Sinfonie mit der Staatskapelle Berlin, sowie in Konzerten mit dem Deutschen Symphonie-Orchester Berlin, dem Baltimore Philharmonic Orchestra und dem Los Angeles Symphony Orchestra. Ebenfalls widmet er sich dem Liedrepertoire mit Pianisten wie Nikolai Petrow, Semjon Skigin und Jelena Baschkirowa.
Alexander Winogradow arbeitete mit den Dirigenten Daniel Barenboim, Lorin Maazel, Zubin Mehta, Kent Nagano, Helmuth Rilling, Juri Temirkanow, Wladimir Jurowski, Michail Jurowski, Mariss Jansons, Lawrence Foster, Chung Myung-whun, Simone Young, Michael Gielen, Gianandrea Noseda, Philippe Jordan, Gustavo Dudamel, Andris Nelsons, Yannick Nézet-Séguin, Valery Gergiev und Plácido Domingo zusammen.
Seine Diskographie umfasst Schostakowitschs 13. und 14. Sinfonie mit Wassili Petrenko, Rachmaninows Lieder begleitet von Iain Burnside (Delphian), Mahlers 8. Sinfonie unter der Leitung von Gustavo Dudamel mit dem Simón Bolívar Symphony (Deutsche Grammophon), Rossinis Petite Messe solennelle mit Ottavio Dantone und dem Orchestre de Chambre de Paris (Naïve), Luisa Miller am Teatro La Fenice (Naxos), Carmen an der Deutschen Staatsoper Berlin (Euro Arts), Jolanthe mit Dmitri Kitajenko und dem Gürzenich-Orchester Köln (OEHMS CLASSICS).